# Comté des îles Cocos
Le Comté des îles Cocos est une zone d'administration locale constituée de l'ensemble des îles Cocos (Keeling) dans l'Océan Indien à 2 768 km au nord-est de Perth, la capitale de l'État d'Australie-Occidentale auquel les îles sont rattachées administrativement et à 800 km au sud-ouest de l'île de Java. 
L'administration de l'île est supervisée par un gouverneur, Neil Lucas.
L'île a sept conseillers locaux et n'est pas divisée en circonscriptions.